# KaVo Dental
A KaVo Dental GmbH é uma empresa alemã com sede em Biberach an der Riß, dedicada a fabricação de produtos odontológicos de origem alemã. O nome KaVo é resultado da união das iniciais de seus sócios-fundadores - Alois Kaltenbach e Richard Voight.
Atualmente possui possui parque fabril com duas unidades na Alemanha, uma no Brasil e outra nos Estados Unidos. A companhia está completando 100 anos em 2009.
No Brasil desde 1960, a KaVo conta com uma unidade fabril, em Joinville (Santa Catarina) e um Centro de Inovações na cidade de São Paulo e outro em Brasília – DF, tendo no país mais de 400 colaboradores.

## História
A KaVo foi fundada por Alois Kaltenbach em 1909 em Berlim, na Alemanha. A empresa iniciou suas atividades como produtora de insumos para institutos científicos e possui desde sua origem o lema "Qualidade e Precisão".
Kaltenbach fabricou acessórios para a indústria óptica com 30 empregados até o momento de eclosão da Primeira Guerra Mundial. Durante este período de estagnação econômica - que se seguiu de 1914 a 1918, a empresa de Kaltenbach não foi afetada.
Em 1919, com sociedade firmada entre Kaltenbach e Richard Voight, a companhia passa a fabricar componentes destinados ao setor odontológico. A mudança de foco na produção acontece a partir do pedido de um dentista, que deseja que os dois empresários realizem um projeto especial para o seu consultório dental. Ainda neste ano, a Kaltenbach & Voigt é registrada na forma abreviada KaVo, mudando-se de Berlim para Potsdam.
Nos anos seguintes os primeiros instrumentos odontológicos começam a surgir: a primeira peça de mão convencional (Handpiece 7), o primeiro contra-ângulo, as cabeças desinfetáveis e o micromotor elétrico de alta rotação.
A partir da década de 1930 o número de colaboradores da KaVo cresce. Até 1939 já são 300 funcionários. A empresa está presente no primeiro Dental Show Internacional (IDS). Em 1936 a KaVo inicia a produção de seu primeiro aparelho para tratamento, o KaVo 1001. Os equipamentos 1005, 1007 e 1008 surgem nos anos seguintes.
Em abril de 1945, Richard Voigt morre durante a tomada de Potsdam pelo Exército Vermelho.
Duas semanas depois, a Segunda Guerra Mundial chega ao fim. Muitas empresas industriais são desmembradas como forma de reparação aos prejuízos causados pela guerra. A fábrica da Kaltenbach & Voigt é desmanchada, seus estoques esvaziados e removidos.
Quando a KaVo está sendo reconstruída em Potsdam em 1946, Alois Kaltenbach envia Erich Hoffmeister, gerente operacional desde 1936, para ver um novo negócio na Alemanha Ocidental.
A partir do lema "Daquilo de que você não desiste, você não perde", Hoffmeister funda uma nova empresa em Biberach.
Após a divisão da Alemanha em ocidental e oriental, a fábrica em Potsdam é desapropriada e se torna uma empresa estatal. Enquanto isso, a fábrica em Biberach aumenta sua produção e fornecimento de produtos. Entre outros produtos, são registradas as marcas dos contra-ângulos Secto e Supra.
Em 1959, pelo 50º aniversário, a empresa aumenta o número de colaboradores para 750 empregados. Neste aniversário, outra fábrica é fundada em Leutkirch. A produção é de rolamentos e micromotores. O sistema de alta rotação chega em 1965 à indústria.

## Chegada ao Brasil
Para atender o mercado sul-americano, em 1962 a KaVo expande para o Brasil – a fábrica da “KaVo do Brasil” é inaugurada em Joinville-Santa Catarina. No mesmo ano, a primeira empresa distribuidora no exterior é fundada em Londres, Reino Unido - a KaVo UK. Outras empresas de distribuição surgem em toda a Europa e outros países. Em 1962 a KaVo exporta para mais de 60 países.

## Décadas de 70 a 90
A KaVo expande sua filial "KaVo EWL" em Leutkirch, que se torna independente em 1970. O foco da nova empresa são equipamentos e sistemas para laboratórios odontológicos. Com o surgimento do simulador de pacientes, a companhia também ingressa no setor de treinamentos para a área odontológica. No ano seguinte, a KaVo adquire a empresa C.A.D, uma produtora de cadeiras para pacientes, com a qual já trabalhava antes. A companhia recém adquirida se torna a "KaVo Itália".
Na metade da década de 1970, a KaVo lança um novo padrão de harmonia e funcionalidade em qquipamentos com KaVo ESTETICA 1040.  Expansão segue no ano de 1976 com produção de equipamentos sendo transferida para a nova fábrica fundada em Warthausen.
Em 1980, a KaVo lança a linha "Domino" de móveis para consultórios odontológicos, apresenta o novo equipamento "Regie" e ainda produz o "KaVo LUX", operador de luz para tratamentos.  Número de colaboradores passa de aproximadamente 2.000 em 1974 para 2.500 em 1983.
No ano de 1989, em parceria com a Aesculap, a KaVo desenvolve um protótipo para o KEY Laser, para colaborar com o Instituto para Tecnologia LASER da Universidade de Ulm. A partir daí, passa a integrar aplicações multimídia em seus equipamentos.
Ao mesmo tempo, no início dos anos 90, a KaVo apresenta o sistema de articulação PROTAR, semelhante ao equipamento de simulação dental (DSE). A KaVo integra aplicações multimídia em seus equipamentos. Depois de ingressar no segmento de Raio-X em 1999, a KaVo expande sua linha de produtos com o 3D eXam.

## Aquisição pela Danaher
Em maio de 2004, foi concretizada a aquisição da KaVo pela empresa Danaher Corporation norte americana por U$ 425 milhões, atuante em diversas plataformas de negócio, emergindo desta aquisição a plataforma médico odontológica.
Em 22 de maio de 2020, a KaVo do Brasil atende sua última encomenda, encerrando sua fábrica em Joinville, Santa Catarina.

## Século 21
A KaVo entra no novo milênio com o sistema Everest de laboratório dental CAD/ CAM.
Em 2008 a KaVo equipou as salas de tratamento da Vila Olímpica, em Pequim, durante as Jogos Olímpicos de Verão de 2008.